# Vert de méthyle
Le vert de méthyle (CI 42585) est un pigment chargé positivement, apparenté au vert d'éthyle qui était utilisé comme produit de contraste cellulaire depuis la fin du XIXe siècle. Ses propriétés colorantes proviennent principalement de son noyau tritane. Il a depuis toujours été utilisé pour le traçage du noyau cellulaire, soit comme composant du procédé de coloration Unna-Pappenheim, soit comme produit de contraste du noyau cellulaire.

## Historique
Le vert de méthyle est un dérivé du Violet de méthyle, synthétisé par Hofmann en 1863. Il devint un colorant remarquable quand un assistant d'Heinrich Hertz, Wilhelm Hallwachs, découvrit qu'en solution aqueuse, il absorbait fortement le rayonnement ultraviolet (effet Hertz-Hallwachs). Cette caractéristique permit de mettre en évidence les premières manifestations de l'effet photoélectrique, c'est-à-dire l'émission de courant électrique par un conducteur métallique excité par un rayonnement électromagnétique.

## Fluorescence
En solution aqueuse neutre, le vert de méthyle, excité par un rayonnement de 244 ou 388 nm, devient fluorescent en émettant une lumière bleue (cyan) de 488 nm (resp. rouge, 633 nm). La présence d'ADN n'affecte pas cette fluorescence, mais lorsqu'il est combiné à de l'ADN en solution aqueuse de pH neutre, le vert de méthyle devient fluorescent dans les grandes longueurs d'onde rouges : l'excitation est maximum à 633 nm et l'émission est maximum à 677 nm.
Les préparations commerciales de vert de méthyle renferment souvent du Violet de gentiane qui peut être éliminé par extraction au chloroforme.

## Produit de contraste pour l'ADN
Sa fluorescence lorsqu'il est lié à l'ADN s'est avérée efficace pour l'imagerie rouge de noyaux cellulaires vivants. La fluorescence du vert de méthyle dans l'ADN est fréquemment utilisée dans le pronostic des cancers.
Le vert de méthyle intervient également comme colorant auxiliaire des gels d’agarose pour l'ADN, en spectroscopie de fluorescence des enzymes et en cytométrie en flux,. Il fournit enfin un procédé de coloration pour tester la toxicité d'une molécule vis-à-vis des cellules.
Il a été montré que son association à l'ADN procédait, non d'un mécanisme d'intercalation (c'est-à-dire d'insertion  entre deux paires de bases de l'ADN), mais par interaction électrostatique. En association avec un colorant alcalin, la pyronine, il permet de distinguer l'ADN de l'ARN.